# Beloreck
Beloreck (in baschiro Beloret) è una città della Federazione Russa (Repubblica autonoma del Baškortostan), situata sul fiume Belaja 245 chilometri a sudest della capitale Ufa; è il capoluogo del rajon Beloreckij.
La città venne fondata nel 1762; nel 1923 ricevette lo status di città.